# Метью Арнольд
Метью Арнольд (24 грудня 1822 — 13 квітня 1888) — англійський поет і культуролог, авторитетний літературознавець та есеїст вікторіанського періоду. Його батько, Томас Арнольд, був директором школи Рагбі у 1828—1842 роках. Його праці мали великий вплив на освіту.
Поеми Метью Арнольда характеризуються елегійним настроєм і пасторальними темами: «Заблудлий бражник» (1849), «Берег Дувра» (1867). Його центральним твором є серія критичних есе «Культура й анархія» (1867—1869), в якій висловлюється песимістичний погляд автора на хаотичну епоху промислової революції. Він звеличує поезію, яка для сучасної людини замінює релігію: саме до неї звертаються в пошуках змісту життя, шукають моральної підтримки і розради.
Його поезія настільки цінувалася сучасниками, що у 1857 році йому була довірена кафедра поетичної майстерності Оксфордського університету.